# ویرایشگر گرافیک برداری

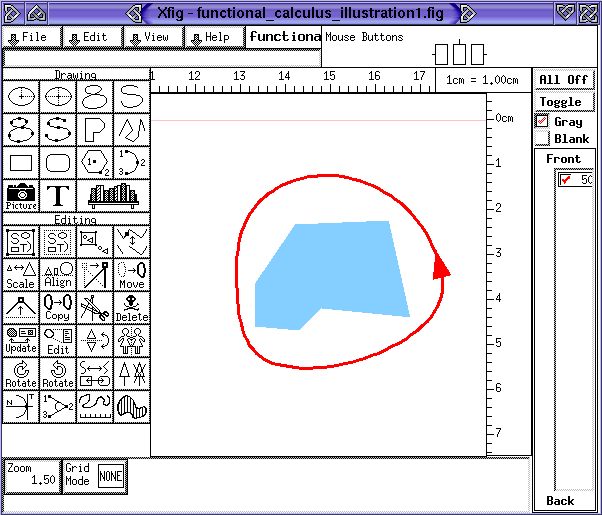
نماگرفت نرم‌افزار Xfig یک ویرایشگر گرافیک برداری

ویرایشگر گرافیک برداری (به انگلیسی: Vector graphics editor) یک برنامه رایانه است که کاربران اجازه ایجاد یا ویرایش انواع تصاویر برداری می دهد. قالب‌های پراستفاده در ویرایشگرهای برداری VML، WMF، EPS، PDF، SVG هستند.

## نرم‌افزارها
از نرم‌افزارهای ویرایشگر گرافیک برداری می توان ادوبی ایلاستریتور، کورل‌دراو، اینک‌اسکیپ، Affinity و ادوبی فری‌هند را نام برد.

## تفاوت با ویرایشگر گرافیک شطرنجی
برنامه‌ای رایانه‌ای است که به کاربران این قابلیت را می‌دهد که تصاویر را به‌طور تعاملی روی نمایشگر رایانه و تصاویر خود ذخیره کنند و آنها را در یکی از فرمت‌های مختلف بیت‌مپ یا گرافیک شطرنجی مانند نمادیس، پینگ، گیف ذخیره کند. ویرایشگرهای شطرنجی بدلیل اینکه از فرمول های ریاضیاتی استفاده نمی کنند تغییر پذیری یا اندازه و بزرگ و کوچک کردن آنها تأثیری بر کیفیت تصویر یا ترسیم مورد نظر دارد درحالی که ویرایشگرهای برداری بر اساس فرمول های ریاضی محاسبه و ایجاد شده اند، دارای قابلیت مقیاس Scaleable بوده و تغییر پذیری یا اندازه و بزرگ و کوچک کردن آنها هیچ تأثیری بر کیفیت تصویر یا ترسیم مورد نظر ندارد.